# خفاش (فیلم ۱۹۵۹)

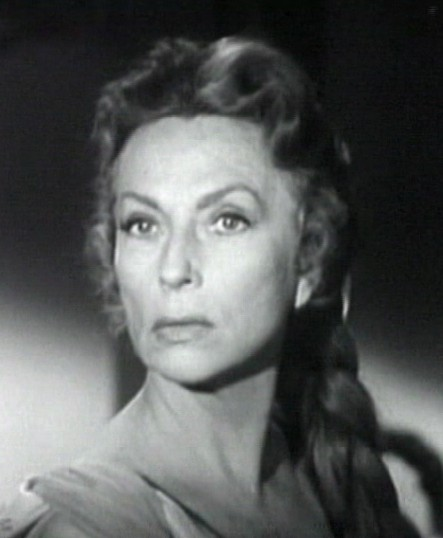
تصویری از اگنس مورهد در فیلم خفاش

«خفاش» (انگلیسی: The Bat (1959 film)) فیلمی در ژانر ترسناک و مرموز به کارگردانی کرین ویلبر است که در سال ۱۹۵۹ منتشر شد. از بازیگران آن می‌توان به وینسنت پرایس، اگنس مورهد، گوین گوردن، دارلا هود، و رابرت ویلیامز اشاره کرد.